# Neopilina galatheae
Espèce
Neopilina galatheae est une espèce de monoplacophore, un mollusque marin ressemblant superficiellement à une patelle. Son nom signifie « nouvelle Pilina » (d'après Pilina (en), une espèce monoplacophore fossile qui vivait il y a environ 400 Ma). 

## Description
Il vit jusqu'à 5 000 mètres de profondeur et sa carapace mesure 3 centimètres de long chez l'adulte.
L'espèce a été découverte au large de la côte pacifique du Costa Rica dans les années 1950, où 10 spécimens ont été collectés. Plus tard, des spécimens supplémentaires ont été collectés au large des côtes du Chili et au large de Cabo San Lucas en Basse Californie au Mexique. L'espèce a été le premier monoplacophore vivant à être découvert ; auparavant, le taxon était considéré comme fossile depuis 375 millions d'années. Peu de temps après sa description, la découverte de l'espèce a été qualifiée de « découverte zoologique de premier ordre ».